# Томас-Морс MB-2
Томас-Морс MB-2 (енгл. Thomas-Morse MB-2) је двоседи ловачки авион направљен у САД. Авион је први пут полетео 1918. године. 

Размах крила је био 9,45 метара а дужина 7,31 метара. Маса празног авиона је износила 929 килограма а нормална полетна маса 1258 килограма. Био је наоружан са два митраљеза калибра 7,62 mm и једним 12,7 mm.

## Наоружање
| Наоружање авиона: Томас-Морс   |            |
| Ватрено (стрељачко) наоружање  |            |
| Топ                            |            |
| Митраљез                       |            |
| Број и ознака митраљеза        | 2 + 1      |
| Калибар                        | 7,62, 12,7 |
| Бомбардерско наоружање (бомбе) |            |
| Ракетно наоружање (ракете)     |            |